# Ablabesmyia eggeri
Ablabesmyia eggeri es una especie de insecto díptero. Fue descrito por primera vez en 1936 por Maurice Emile Marie Goetghebuer & Lenz. 
Pertenece al género Ablabesmyia, familia Chironomidae.

## Distribución
Se distribuye por Austria.